# Box Set (álbum de Samhain)
El Box Set de la banda estadounidense Samhain fue publicado en el año 2000, trece años después de que la agrupación se disolviera para dar paso a la nueva formación de Danzig. La caja está compuesta por cinco discos compactos y un casete de VHS y contiene los álbumes en estudio de la banda y material inédito en vivo.

## Lista de canciones

### Initium
1. «Initium» / «Samhain»
2. «Black Dream»
3. «All Murder, All Guts, All Fun»
4. «Macabre»
5. «He-Who-Can-Not-Be-Named»
6. «Horror Biz»
7. «The Shift»
8. «The Howl»
9. «Archangel»

### Unholy Passion
1. «Unholy Passion»
2. «All Hell»
3. «Moribund»
4. «The Hungry End»
5. «Misery Tomb»
6. «I Am Misery»

### Samhain III: November-Coming-Fire
1. «Diabolos '88»
2. «In My Grip»
3. «Mother of Mercy»
4. «Birthright»
5. «To Walk the Night»
6. «Let the Day Begin»
7. «Halloween II»
8. «November's Fire»
9. «Kiss of Steel»
10. «Unbridled»
11. «Human Pony Girl»

### Final Descent
1. «Night Chill»
2. «Descent»
3. «Death...In Its Arms»
4. «Lords of the Left Hand»
5. «The Birthing»
6. «Twist of Cain»
7. «Possession»
8. «Trouble»
9. «Lords of the Left Hand: 2nd Version»

### Samhain Live '85-'86
1. «All Hell»
2. «Samhain»
3. «The Shift»
4. «The Howl»
5. «Unholy Passion»
6. «All Murder, All Guts, All Fun»
7. «I Am Misery»
8. «The Hungry End»
9. «Horror Biz»
10. «He-Who-Can-Not-Be-Named»
11. «Black Dream»
12. «Death Comes Ripping»
13. «Mother of Mercy»
14. «To Walk the Night»
15. «Halloween II»
16. «In My Grip»
17. «London Dungeon»
18. «Archangel»

### VHS
1. «All Murder, All Guts, All Fun»
2. «The Shift»
3. «Unholy Passion»
4. «Black Dream»
5. «The Hungry End»
6. «I Am Misery»
7. «Horror Biz»
8. «Moribund»
9. «All Hell»
10. «London Dungeon»
11. «Archangel»
12. «Mother of Mercy»
13. «To Walk the Night»
14. «Samhain»
15. «Moribund»
16. «Black Dream»